# 拉乌尼翁省 (菲律宾)

拉允隆省在菲律賓的位置

拉乌尼翁省（英語：La Union Province），又译为联合省，是菲律賓的一個省，位於呂宋島，隸屬伊羅戈大區。首府為仙彬蘭洛市。根據地圖顯示方位，该省位於呂宋島的北部，向北的位置為南伊羅戈省；向西的位置為南中國海；向東的位置為本格特省；向南的位置則是面對邦阿西楠省。

## 簡介
- 隸屬地區：伊羅戈
- 時區：GMT+8
- 使用語言：英語、他加祿語、Ilokano
- 人口：786,653人（2015年普查） [1]
- 面積：1,504.0平方公里